# Trazione integrale

A: Motore
B: Trazione
C: Differenziale

Con trazione integrale si indica la ripartizione della coppia motrice di un veicolo a motore su tutte le ruote di cui è dotato. 
Nel caso di veicoli a quattro ruote, questi vengono denominati gergalmente "a quattro ruote motrici", "quattro per quattro", "4×4", o indicati con le sigle 4WD (dall'inglese four-wheel drive) oppure AWD (all-wheel drive). Caratteristica tipica dei fuoristrada, è stata anche implementata su altre autovetture più generaliste.

## Uso

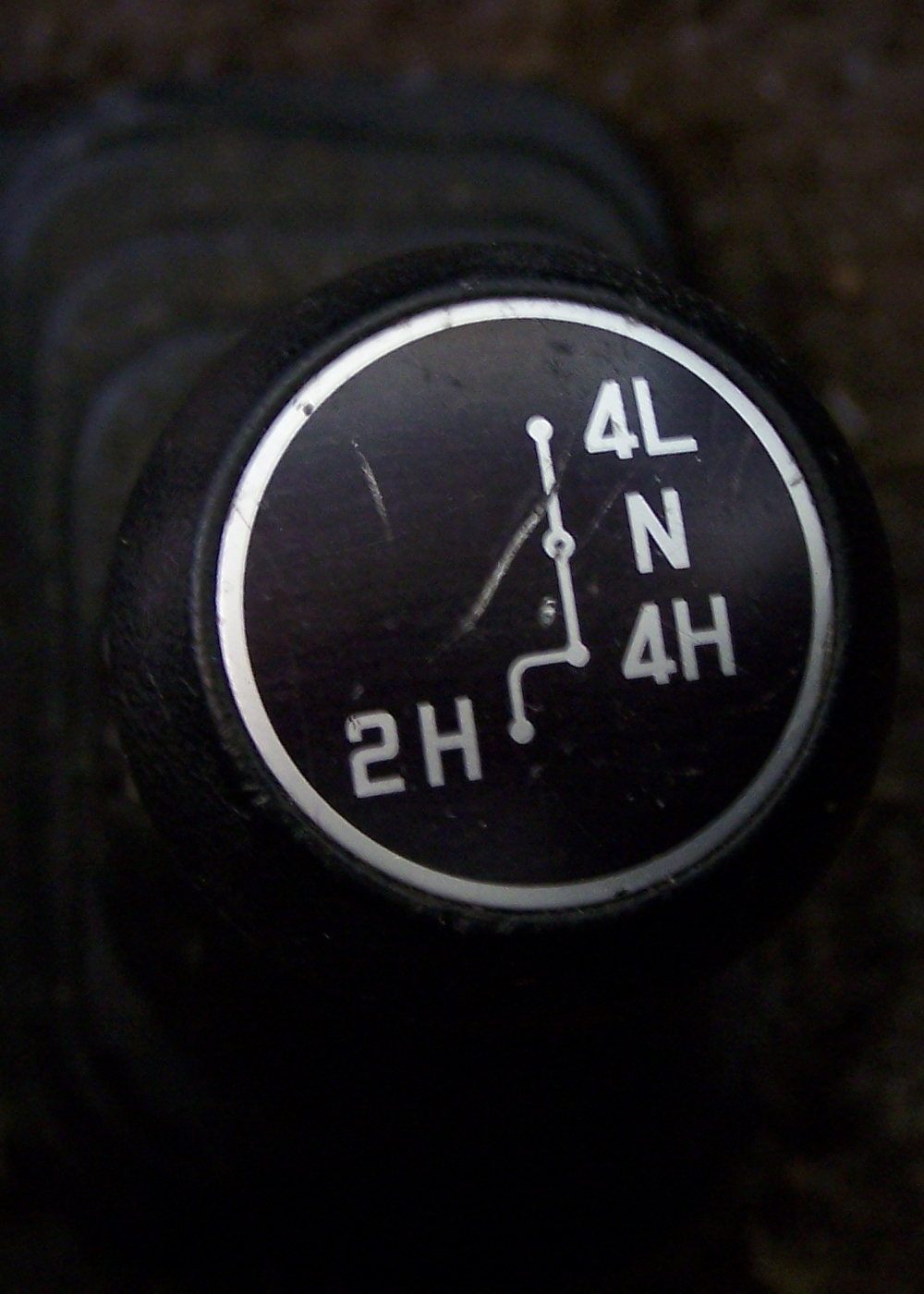
Leva di inserimento della trazione integrale

Usualmente viene impiegata per agevolare la percorrenza di fondi sconnessi, a forte pendenza o a scarsa aderenza e permettere così di poter proseguire con la marcia, altre applicazioni invece hanno un compito di trasferire l'eccessiva potenza del mezzo a un numero maggiore di ruote per evitare un eccessivo slittamento delle stesse.
Ovviamente la denominazione 4×4 è quella utilizzata per i più diffusi veicoli a quattro ruote ma esistono anche le trazioni integrali n×n per veicoli a n ruote. Ad esempio, l'Iveco ACTL (AutoCarro Tattico Logistico), un autocarro militare per il trasporto dei materiali è disponibile dal 2000 come carro porta container nella versione 8×8 (trazione integrale a otto ruote motrici). L'Iveco Puma è un mezzo militare per il trasporto truppe esistente in due versioni 4×4 o 6×6.
L'applicazione meno conosciuta è quella nelle motociclette, in quanto oltre ad essere di difficile applicazione, ne sono stati sviluppati pochi modelli e kit, anche se la prima applicazione si ha nel 1958 ed è stata utilizzata da pompieri, guardie forestali ed esercito. Inizialmente tutte le applicazioni motociclistiche hanno riguardato esclusivamente mezzi da fuoristrada, ma nel terzo millennio è stato realizzato anche per una moto sportiva, in ogni caso le soluzioni adottate o sono del tipo meccanico con svariati rinvii (il più conosciuto in tal ambito è il sistema Christini) o tramite sistema idraulico mediante pompe, dove quest'ultime possono garantire una distribuzione differente tra i due assi mentre il primo esempio di mezzo a due ruote omologato anche per uso stradale è la Tarus 2x2 del 2014, la quale nella versione omologata per uso stradale utilizza i copertoni per ATV, mentre per uso privato pneumatici gonfiabili (simile a canotti).

## Caratteristiche
La trazione integrale può essere basata su:
- Differenziale sistemi basati sui differenti tipi e numero di differenziali
Inoltre possono in alcuni casi essere muniti di blocco-differenziale ai differenti assi, in modo da controllare maggiormente la trasmissione.
- A Frizione o Elettrocalamita si tratta di un sistema che trasmette la trazione ad un asse, mentre il secondo asse viene azionato direttamente dal motore attraverso un sistema a frizione o elettrocalamita.
- Idraulico la trasmissione avviene permanentemente su un asse, mentre con un sistema idraulico a pompa e girante si ha la trasmissione sul secondo asse in modo costante e limitato.
- Plurimotore sono mezzi che sono dotati di più motori possono attuare la trazione integrale senza l'uso del differenziale centrale o di un albero ti trasmissione tra i due assi, esistono esempi sia con sole motorizzazioni termiche con motore anteriore e posteriore (solo in ambito sportivo, come la Citroen 2CV Sahara o la Suzuki Cultus Pikes Peak) che elettrico (modelli con motori integrati nelle ruote), ma anche nei modelli ibridi quando questi utilizzano uno schema con la motorizzazione termica per l'asse principale e la motorizzazione elettrica per l'asse secondario.

In base al tempo di funzionamento a 4x4 si suddividono in:
- Part Time: si ha la trazione su un solo asse e quando richiesto, la trazione viene trasmessa al secondo asse e differenziale in modo diretto (senza un differenziale tra i due assi), questa caratteristica induce a creare sforzi tra i due assi mentre si esegue una curva, il che la rende indicata solo in caso di suoli a bassa aderenza.
- Full Time: la trazione è permanente su tutte le ruote, ma tra i due assi è presente un differenziale che evita la formazioni di sforzi tra i due assi, inoltre nella maggior parte dei casi permette di bloccare il differenziale centrale e funzionare come un part-time con la funzione 4×4 inserita.
- Misto: un esempio è il sistema "Super Select" della Mitsubishi Pajero, dove è possibile avere sia un sistema "part time" quindi solo due ruote motrice, sia il "full time" con le quattro ruote motrici e differenziale centrale, questo non esclude la possibilità del blocco differenziale centrale[7][8], altro esempio è il Jeep Cherokee con l'"Active Drive" che permette o il 2x4 all'anteriore o un 4x4 con o senza ridotte ed eventuali blocchi del differenziale

In funzione delle ridotte si può avere:
- Con ridotte: il mezzo può avvalersi di un ulteriore cambio (disposto nel differenziale centrale) che permette di ridurre il cambio principale.
  - 4WD-Low o 4L: trazione integrale con riduzione, generalmente questa opzione è tipica dei fuoristrada con sistemi 4x4 part-time per uso su strade a bassa aderenza, generalmente viene usato anche su mezzi 4x4 full time per fuoristrada, mentre generalmente per i SUV 4x4 (full o part time) questa funzione non è presente.
  - 4WD-High o 4H: trazione integrale senza ridotta, generalmente questa opzione è tipica dei sistemi 4x4 full-time per uso su strade asfaltate, ma che viene a volte usato su alcuni mezzi 4x4 part-time come alcuni SUV.
- No ridotte: in questo caso l'assenza delle ridotte viene generalmente compensata dall'uso di una prima marcia particolarmente corta e con un salto tra le marce ancora più marcato rispetto ai rispettivi mezzi o equivalenti muniti di ridotte.

## Inserimento e controllo
Il controllo della trazione integrale può essere attuato anche grazie alla possibilità del bloccaggio del differenziale, infatti nel caso di una trazione integrale "full time" con tutti i differenziali sbloccati la perdita dell'aderenza di una ruota fa perdere trazione, mentre nel caso di trazione integrale, ma con blocco del differenziale centrale o trazione integrale (attivata) dei sistemi "part time" la trazione viene persa nel caso una ruota anteriore e una ruota posteriore non hanno aderenza o non c'è trazione su tre ruote di quattro, per ovviare a questo a seconda delle circostanze è necessario utilizzare anche il blocco del differenziale posteriore o anteriore.
L'inserimento della trazione integrale e dei eventuali blocchi dei differenziali può avvenire in vari modi e può essere:
- Deciso dal conducente;
si può agire su comandi meccanici (tipicamente una seconda leva del cambio) oppure su comandi elettrici che, con opportuni attuatori, agiscono sul ripartitore.
- Autonomo (slittamento controllato);
con la perdita di trazione su un asse il sistema autoregolante/autobloccante limita lo slittamento fino ad arrivare al bloccaggio e permettere un trasferimento della trazione in modo graduale.
- Demandato all'elettronica di bordo;
la perdita di aderenza delle due ruote che normalmente sono in trazione, viene rilevata da sensori che fanno decidere alla centralina elettronica di inserire la trazione su tutte e quattro le ruote.

Sono dotati di trazione full time (permanente) o part time (inseribile), molteplici tipologie di autoveicoli da strada, come la Lancia Delta o la Subaru Impreza, e fuoristrada, economici o di lusso.

## Blocchi del differenziale
Il blocco del differenziale serve per garantire l'avanzamento qualora inizi a slittare una ruota, infatti quando nei sistemi senza blocco inizia a slittare anche una sola ruota il mezzo perde qualsiasi trazione, in quanto l'energia viene liberata tutta sulla ruota priva di trazione.
I blocchi possono essere di varia natura:

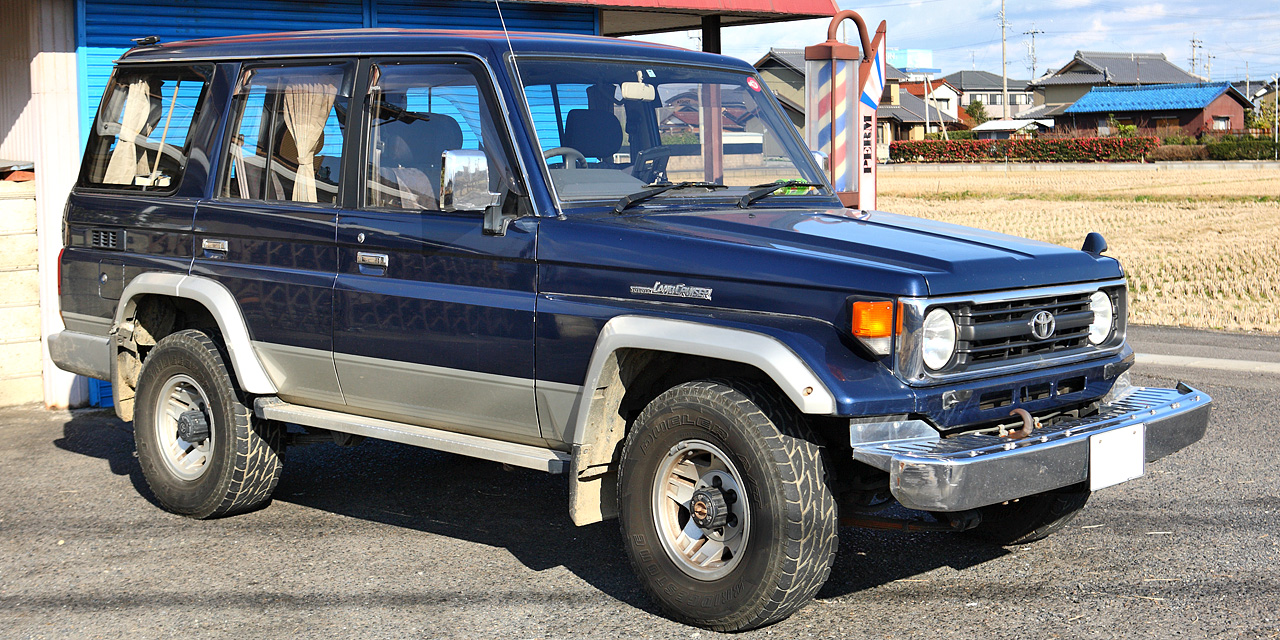
Toyota Land (J70) con blocco anteriore tramite mozzi a ruota libera

- Meccanici: Il differenziale è provvisto di una chiavetta o innesti a denti che scorrendo su due ingranaggi blocca la rotazione libera tra due assi, in alcuni casi questo è comandato direttamente dall'abitacolo, in altri si deve agire su un comando posto sull'asse ruota (mozzi a ruota libera).
- Pneumatici: Permette l'azionamento dall'abitacolo per qualsiasi blocco tramite l'uso di aria compressa che va ad agire su un dispositivo che blocca l'azione del differenziale agendo direttamente su di esso.
- Idraulico: Sistema tipico dei differenziali a slittamento limitato, caratterizzati da un funzionamento autonomo
- Elettronici: Il loro uso può essere manuale o automatizzato e permettono il bloccaggio dei relativi assi o tramite l'uso dell'impianto frenante, limitando la ruota che slitta grazie alla determinazione dell'angolo di sterzo e alla rotazione di tutte le ruote, oppure tramite il bloccaggio del differenziale centrale con un sistema a frizione.

Logica di utilizzo:
L'utilizzo del blocco deve essere effettuato in base alla situazione di slittamento.
| Situazione                                                                              | differenziale anteriore | differenziale centrale | differenziale posteriore | motivazione |
| --------------------------------------------------------------------------------------- | ----------------------- | ---------------------- | ------------------------ | --- |
| Singola ruota che slitta                                                                | libero                  | bloccato               | libero                   | In questo modo la potenza viene trasmessa all'asse con entrambe le ruote con trazione, se invece si blocca il differenziale dell'asse con la singola ruota che slitta, la potenza andrebbe trasmessa su 3 ruote, ma poi c'è il rischio di dover spostare il blocco del differenziale sull'altro asse o che inizino a slittare entrambe le ruote dell'asse bloccato per via della ridotta aderenza garantita dell'unica ruota. |
| Le ruote dello stesso asse che slittano (o asse anteriore o asse posteriore che slitta) | libero                  | bloccato               | libero                   | In questo modo la potenza viene trasmessa all'asse con entrambe le ruote con trazione. |
| le ruote di un lato slittano (o lato destro o sinistro)                                 | bloccato                | libero                 | bloccato                 | In questo caso entrambi gli assi hanno una ruota che permette la trazione, bloccandoli si riesce ad avanzare, l'uso del differenziale centrale non è necessario |
| una ruota per lato slittano (o anteriore sinistra e posteriore destra o l'opposto)      | bloccato                | libero                 | bloccato                 | In questo caso entrambi gli assi hanno una ruota che permette la trazione, bloccandoli si riesce ad avanzare, l'uso del differenziale centrale non è necessario |
| 3 ruote su 4 slittano                                                                   | bloccato                | bloccato               | bloccato                 | Il blocco di tutti i differenziali permette di far ruotare tutte le ruote ad unisono e permette l'avanzamento, in realtà non sarebbe necessario il blocco dell'asse con entrambe le ruote che slittano, ma data la precarietà della trazione che induce ad uno slittamento molto variabile tra le ruote è preferibile avere tutti i blocchi attivi                                                                            |

## Denominazioni
- 4WD (acronimo di 4 Wheels Drive ovvero trazione a 4 ruote): tradizionalmente, questa denominazione anglofona distingue i veicoli dotati di trazione sulle quattro ruote;
- AWD (acronimo di All Wheels Drive ovvero tutte ruote motrici): indica i veicoli a trazione permanente o semipermanente su tutte le ruote (tod, giunto viscoso); la trazione AWD semipermanente è tipicamente Active on-Demand ovvero la trazione posteriore è attivata automaticamente nelle situazioni di marcia necessarie;
- IWD (acronimo di Independent Wheels Drive ovvero trazione a ruote indipendenti): questa definizione è indicata quando ogni ruota fornisce trazione tipicamente da un motore indipendente, come ad esempio può accadere nelle auto elettriche;
- 4×4: questa classificazione è riservata propriamente a veicoli fuoristrada (camion o vetture) a quattro ruote totali, quindi che ogni ruota può essere di trazione, siano essi a trazione permanente o inseribile;

Volgarmente tra i non addetti ai lavori si afferma un uso promiscuo delle denominazioni, soprattutto in concomitanza con l'allargamento del mercato per effetto dell'avvento degli SUV.

## Nomenclature commerciali
Diverse case automobilistiche hanno utilizzato e/o utilizzano tuttora una propria denominazione commerciale per indicare i veicoli dotati di trazione sulle quattro ruote. Tra questi si elencano:
- Alfa Romeo e Maserati: Q4
- Audi: quattro
- BMW: xDrive
- Ferrari: 4RM
- Lancia: Integrale
- Mercedes-Benz: 4Matic
- Mini: ALL4
- Mitsubishi: Super Select (sul Mitsubishi Pajero)
- Porsche: 4
- Saab: Xwd
- Subaru: Symmetrical AWD
- Suzuki: Allgrip
- KTM e Yamaha: "2-TRAC System", sviluppato per le motociclette da fuoristrada[11]
- Volkswagen: Syncro (fino al 1998) e 4motion (dal 1998)